# 蘇子河
蘇子河 (簡体：苏子河, 拼音：Sūzi hé)は、中国東北部 (旧満州) を流れる渾河の支流。遼寧省撫順市の東端 (通化市側) から同市の西端 (撫順市街) に向って流れる。満洲語でスクスフ河ビラ (満文：ᠰᡠᡴᠰᡠᡥᡠ ᠪᡳᡵᠠ, 転写：suksuhu bira)とも。

## 概要

### 流路
源流は遼寧省撫順市新賓満族自治県紅昇郷関家村より南側の五鳳楼嶺に発し、北へ向って紅昇貯水湖 (水庫) に注ぐ。貯水湖からは西へ、紅昇郷、新賓鎮 (新賓県県庁)、永陵鎮、木奇鎮、上夹河鎮古楼村などを経由して、撫順市街の東にある大伙房貯水湖に流れ込む。

### 数値
- 全長：119km。
- 流域面積：2,230km2。
- 平均勾配：1.69‰。
- 年間平均流量：6.141億ｍ3。

## 歴史
乾隆年間に編纂された『欽定盛京通志』巻25「山川一」には以下のような説明がみられる。
```
蘇子河、
城
北半里、源出呼倫嶺。
國語
名蘇克素護河。流經尼瑪蘭
[
2
]
、及與章京
[
3
]
、瑪嘉
[
4
]
、哈當阿
[
5
]
、拉發
[
6
]
等諸河會、即爲蘇子河。逸啟運山
[
7
]
之南西、注受哈爾薩河
[
8
]
、理嘉河
[
9
]
、索勒和
[
10
]
等河、北折經黒門穆奇水手堡、又北經界藩西南、入
渾河
。河之南曰訥圖村、拉門莊。又南曰棟興阿、李家地大屯。
```

蘇子河流域は歴史上的に建州女真の居住地で、中流域 (現永陵鎮) には清朝太祖ヌルハチの居城へトゥアラが位置したことから、同地は清朝発祥の地とされる (後に興京と呼ばれた)。そのほか下流域 (古楼村) には河川名に肖って命名されたスクスフ･ビラ部が位置する。スクスフ･ビラ部には、ヌルハチが明軍を大敗させたサルフの戦の戦場であるサルフ城のほか、ヌルハチの祖父ギョチャンガと父タクシが横死したグレ城、またギョチャンガらを死に逐い遣り、ヌルハチから不倶戴天の仇敵といわれたニカン･ワイランの居城トゥルン城も同一帯に位置する。

## 現在
2003年、遼寧省は蘇子河流域の水力資源開発計画を始動し、北頭子、姚家山、占貝、勝利などの水力発電所が建設された。一部は飲用水資源として保護区域にもなっている。

## 脚註